# Balrog (Street Fighter)
Balrog là một nhân vật trong loạt trò chơi Street Fighter của Capcom. Được thiết kế bởi Yasuda Akira, Balrog là một võ sĩ Quyền Anh chuyên nghiệp đến từ Mỹ. Nhân vật này xuất hiện lần đầu trong trò chơi Street Fighter II.

## Thiết kế
Tại Nhật Bản, Balrog có tên là M. Bison, phỏng theo tên gọi của một võ sĩ có thật có tên là Mike Tyson. Tuy nhiên, khi trò chơi vươn đến những thị trường lớn hơn trên khắp thế giới, để tạo ấn tượng mạnh cho khán giả và tránh những vụ kiện cáo, Capcom đã tráo đổi tên của 3 nhân vật là Vega, Balrog và M. Bison. Trong đó, M. Bison sẽ nhận cái tên mới là Balrog.
Balrog được miêu tả là một võ sĩ quyền anh điển hình. Balrog là một trong những nhân vật cao nhất trong trò chơi, bên cạnh Sagat và Zangief.

## Xuất hiện
Balrog xuất hiện lần đầu trong trò chơi giành nhiều thành công là Street Fighter II, nằm trong một trong 4 Bậc thầy lớn không thể điều khiển. Balrog xuất hiện như là một nhân vật có thể điều khiển trong bản Champion Edition, Street Fighter Zero 3, loạt Street Fighter EX và Street Fighter IV.
Ngoài ra, nhân vật này còn xuất hiện trong hầu hết các phim và phim hoạt hình có liên quan.

## Đón nhận
IGN xếp Balrog ở vị trí 15 trong "top 25 nhân vật Street Fighter". GameDaily thì gọi Balrog là "nhân vật da đen tốt nhất của trò chơi điện tử".